# Tjeckiskspråkiga Wikipedia
Tjeckiskspråkiga Wikipedia är den tjeckiskspråkiga upplagan av Wikipedia. Den startade i november 2002. Den har för närvarande 565 753 artiklar.